# 村田直昭
村田 直昭（むらた なおあき、1937年（昭和12年）5月 - ）は、東京都出身の元防衛官僚。第21代防衛事務次官。

## 略歴
- 1958年（昭和33年）3月 - 東京都立日比谷高等学校卒業。
- 1962年（昭和37年）
  - 3月 - 東京大学経済学部卒業。
  - 4月 - 防衛庁入庁。
- 1967年4月 - 長官官房総務課部員
- 防衛局防衛課部員
- 愛知県警察本部警務課長
- 防衛局運用課部員
- 長官官房総務課部員
- 防衛庁長官秘書官事務取扱
- 1978年（昭和53年）12月 - 防衛庁人事教育局人事第二課長
- 1980年（昭和55年）6月 - 防衛庁長官官房広報課長
- 1982年（昭和57年）8月 - 防衛庁装備局航空機課長
- 1983年（昭和58年）12月 - 防衛庁人事教育局人事第一課長
- 1985年（昭和60年）4月1日 - 防衛庁長官官房総務課長
- 1988年（昭和63年）6月14日 - 防衛庁防衛参事官（施設担当）
- 1990年（平成2年）7月2日 - 防衛庁人事教育局長
- 1990年（平成2年）11月16日 - 防衛庁経理局長
- 1991年（平成3年）10月18日 - 防衛庁長官官房長
- 1993年（平成5年）6月25日 - 防衛庁防衛局長
- 1995年（平成7年）4月21日 - 第21代防衛事務次官
- 1997年（平成9年）7月1日 - 退官、防衛庁顧問
- 2009年（平成21年）11月3日 - 瑞宝重光章を受ける